# Nikolas Ferreira
Nikolas Ferreira de Oliveira (Belo Horizonte, 30 de mayo de 1996) es un político brasileño. Afiliado al Partido Liberal, es diputado federal por el estado de Minas Gerais. 
En 2020, Nikolas Ferreira fue elegido concejal por Belo Horizonte con un voto expresivo, ocupando el segundo lugar, solo detrás de Duda Salabert. En 2022, fue el diputado federal más votado de Brasil en esa elección y el más votado en la historia de Minas Gerais.

## Trayectoria política
Ferreira inició su actividad política en 2016, dedicándose durante varios años a la militancia a favor de la familia Bolsonaro en las redes sociales, en particular YouTube. En ese año, acampó durante tres días manifestándose por el juicio político a Dilma Rousseff. Participó en el canal Terça Livre, considerado por él como "el mejor canal de noticias".
En marzo de 2019, Ferreira participó en el primer Encuentro de la Unión Nacional de Estudiantes Conservadores (Unecon), en la sede del Instituto Conservador, en São Paulo, con la conferencia titulada “La represión de los estudiantes conservadores en el ámbito académico”, en el que denunció presunta persecución por parte de profesores de izquierda cuando estudiaba derecho en la Pontificia Universidad Católica de Minas Gerais (PUC-MG). En la misma ocasión, afirmó su militar oposición a lo que calificó de «adoctrinamiento» de agendas vinculadas a la comunidad LGBT.
En septiembre de 2020, tenía más de 189 mil seguidores en su cuenta de Instagram, entre ellos el diputado federal Eduardo Bolsonaro, de quien obtuvo el apoyo en las elecciones municipales siendo afiliado al Partido Renovador Laborista Brasileño (PRTB), el senador Flávio Bolsonaro y Jair Renan. Es el coordinador del movimiento Direita Minas.

### Ayuntamiento de Belo Horizonte
El 15 de noviembre de 2020 fue elegido concejal de Belo Horizonte en las elecciones municipales de 2020, siendo el segundo parlamentario más votado en la historia de la capital de Minas Gerais, con 29.388 votos.
Después de la elección, los partidos Red de Sostenibilidad (Rede), Partido Socialismo y Libertad (PSOL) y Partido Socialista Brasileño (PSB) presentaron demandas contra el PRTB por supuestas irregularidades en el acto electoral, con el objetivo de impugnar a Ferreira. El PSB acusó al PRTB de utilizar la táctica de la candidatura fantasma y eludir la cuota femenina durante el proceso electoral, sin cumplir con la cuota del 30% reservada para mujeres.
A principios de febrero de 2021, fue designado vicepresidente de la Comisión de Derechos Humanos y Protección al Consumidor del Ayuntamiento de Belo Horizonte, siendo aprobado por cuatro de los cinco miembros del colegiado. Solicitó, a través de un auto delictivo enviado al Supremo Tribunal Federal (STF), la detención del exgobernador Ciro Gomes y del diputado federal Marcelo Freixo , con base en el entendimiento que condujo a la detención del parlamentario Daniel Silveira, cuando hicieron declaraciones que supuestamente “esto es obviamente un atentado” contra la vida y contra la institución que es el gobierno federal.
En marzo de 2021 Ferreira afirmó que priorizaba "combatir la llamada «ideología de género», pidiendo sanciones a los establecimientos educativos que utilicen un lenguaje neutro, aunque sin precisar cuáles.
En septiembre de 2022, cuestionó al diputado federal André Janones, sobre su registro suspendido en la Orden de Abogados del Brasil, después de haber chocado con el diputado en el debate presidencial de TV Band. Tras los enfrentamientos, Janones publicó en Twitter que “hay un concejal pederasta haciendo montajes con mi nombre y cuestionando por qué mi OAB está suspendida”. El tuit fue interpretado por Ferreira como dirigido a él, abriendo una demanda contra Janones. El Tribunal de Justicia de Minas Gerais confirmó que se abrió una representación penal/informe delictivo en los Juzgados Penales, de la Niñez y la Juventud y de Autos Judiciales del Distrito de Ituiutaba. Tras examinar el caso, el 14 de septiembre, el juez André Luiz Riginel da Silva Oliveira se negó a tomar la decisión, por considerar que se trataba de un delito electoral.

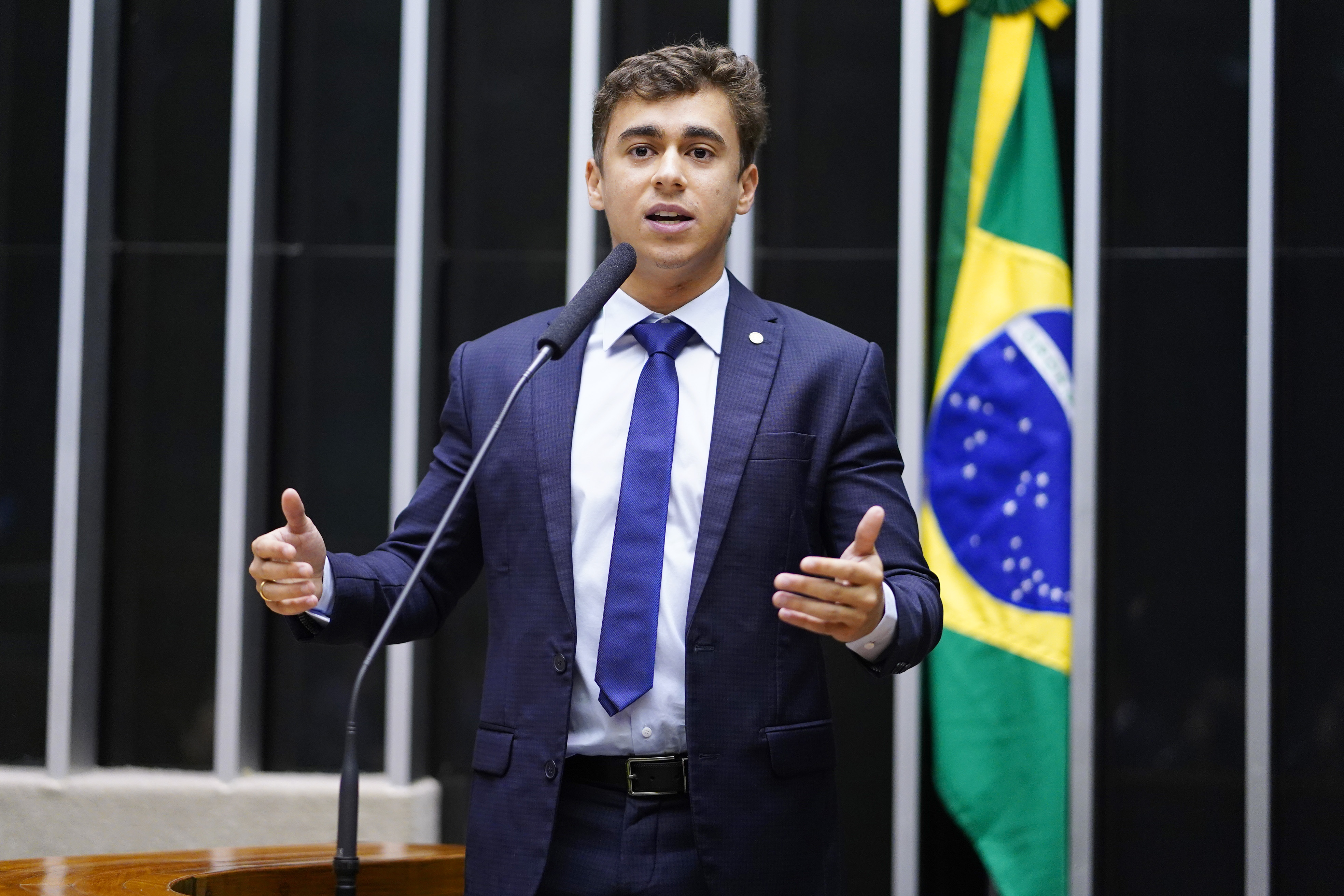
Ferreira en febrero de 2023.

### Elecciones municipales de 2022
En vísperas de las elecciones generales de 2022, Ferreira se postuló para el cargo de diputado federal por el Partido Liberal, siendo apoyado por el presidente Jair Bolsonaro, habiendo sido el candidato más votado en Brasil. En una encuesta de Datatempo publicada por el Jornal da Manhã el 30 de septiembre, Ferreira fue el candidato más citado en la encuesta espontánea, en la que los encuestados responden sin acceso a la lista con los nombres de los candidatos, obteniendo el 3,3% de las citas. Además, fue también el segundo candidato más votado en la candidatura a la Cámara por Minas Gerais en el Índice de Popularidad Digital, creado en 2018, después de André Janones, que ocupaba el primer lugar.
A fines de agosto, su perfil de Instagram fue el de mayor influencia entre los votantes evangélicos en la plataforma al compartir contenido que promueve la reelección de Bolsonaro, secundada por la primera dama, Michelle. En los últimos días de la campaña electoral, participó en un vídeo junto a otros influencers evangélicos.
El 1 de octubre de 2022, un guardia de seguridad de Ferreira sacó un revólver luego de ser atacado durante un disturbio durante una caravana en Belo Horizonte, en un enfrentamiento entre simpatizantes bolsonaristas e hinchas del Atlético Mineiro. Según él mismo, dicho guardia de seguridad es su tío y un policía militar, habiendo sido asistido después del ataque en el Hospital de la Policía Militar en la capital de Minas Gerais. El agresor ha sido detenido.
En noviembre, las cuentas de Twitter e Instagram de Ferreira fueron suspendidas por decisión judicial, debido a publicaciones que difundían información errónea y noticias falsas sobre las máquinas de votación electrónica utilizadas en las elecciones. Hubo decisión del Poder Judicial de bloquear al parlamentario en Telegram, orden que fue desobedecida por la plataforma, que fue sancionada con 1,2 millones de reales.  El ministro Alexandre de Moraes determinó la devolución del acceso a las cuentas del joven diputado en las redes sociales.

## Vida personal
Nikolas Ferreira nació el 30 de mayo de 1996 en la favela Cabana Pai Tomaz, en la región noreste de Belo Horizonte, hijo de Ruth Ferreira y el pastor evangélico Edésio de Oliveira.
Es Licenciado en Derecho, egresado de la Pontificia Universidad Católica de Minas Gerais. Es cristiano evangélico de la denominación Comunidad Gracia y Paz, afirma que sufrió en la universidad al tratar de afirmarse como un cristiano conservador.

## Ideología
Ferreira, que se ha identificado como conservador, ha sido frecuentemente vinculado a la extrema derecha brasileña, siendo uno de los políticos jóvenes más influyentes en el país. Ferreira también adquirió notoriedad nacional por defender ideas negacionistas, en específico de la COVID-19 al resistirse a las medidas sanitarias e incluso se le impidió visitar el Cristo Redentor al oponerse a la vacuna.
Es un partidario de la libre portación de armas. En la víspera de Navidad de 2020, publicó un vídeo sosteniendo un rifle Taurus T4556, sugiriendo que se ofrecieran rifles como regalo esa Navidad y agradeciendo al presidente Bolsonaro por ello.

## Controversias

### COVID-19
Ferreira ha sido un fuerte opositor de muchas de las medidas sanitarias promulgadas durante la pandemia de COVID-19. En mayo de 2020, publicó el vídeo titulado "A hipocrisia do 'Stay at Home'", grabado en la Comunidade do Cabana de Belo Horizonte, que se viralizó entre los partidarios de Jair Bolsonaro, que se oponían al aislamiento social como medida preventiva de la enfermedad. En el vídeo, Ferreira contrastó testimonios de residentes con vídeos de artistas producidos durante la cuarentena.
A principios de diciembre, publicó un vídeo que se volvió viral en las redes sociales donde, tras presentado por la comunidad científica, afirmaba que el uso de la mascarilla no era efectiva contra el COVID-19, siendo acusado de negacionista.
En enero de 2021, la primera instancia del Poder Judicial de Minas Gerais negó un amparo que solicitaba la suspensión del decreto municipal que cerró temporalmente los servicios considerados no esenciales en Belo Horizonte, como medida de protección contra la propagación de la COVID-19. Ferreira alegó que la medida violaba la moralidad administrativa por el potencial perjuicio económico causado por el cierre del comercio, así como por el aumento del desempleo, argumentos no aceptados por el juez Maurício Leitão Linhares, del 1.º Juzgado de Hacienda Pública Municipal de la Comarca de Belo Horizonte, que evaluó el caso.

### Discursos transfóbicos

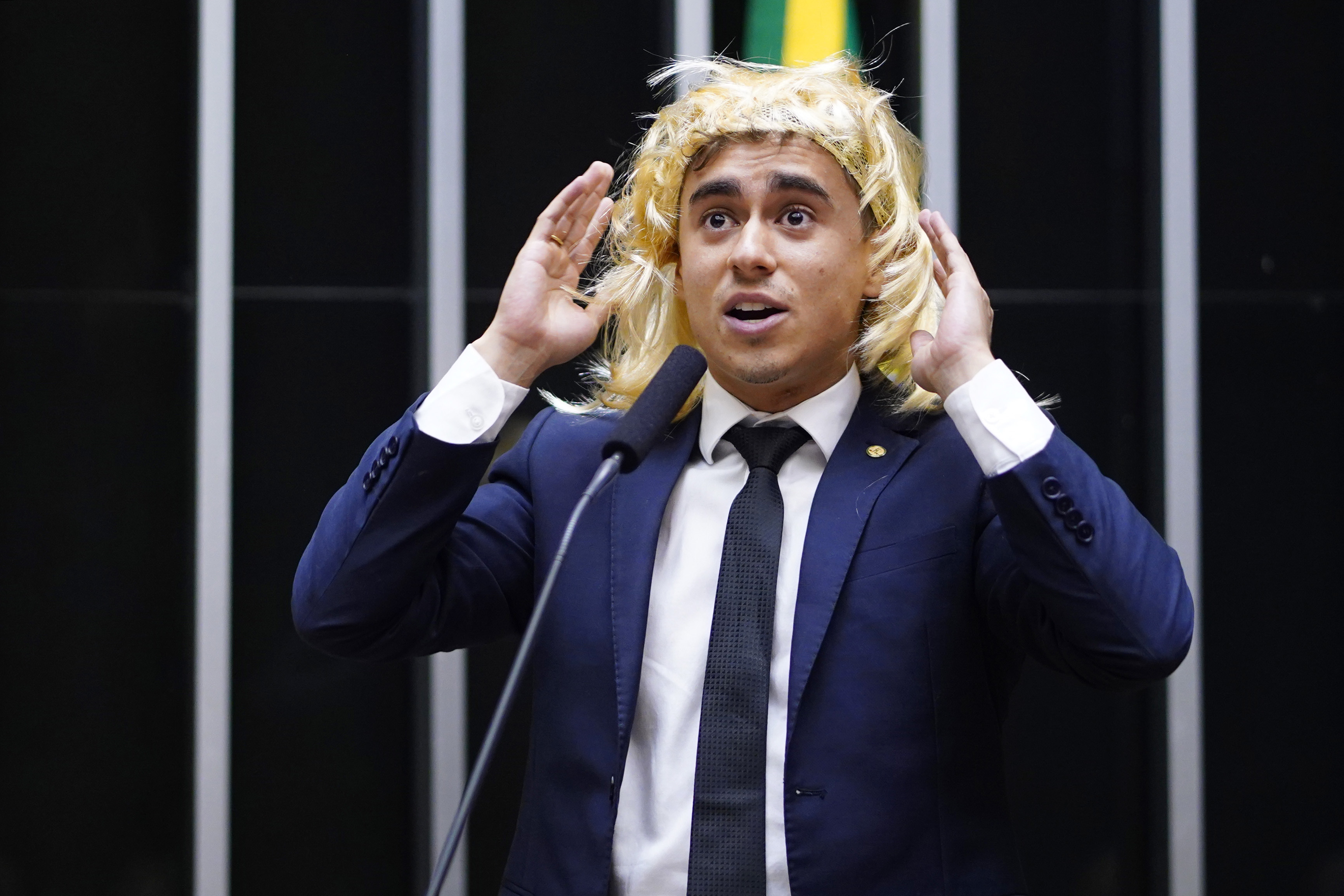
La peluca rubia que Nikolas utilizó en su polémico discurso.

En julio de 2022, luego de que insultara verbalmente a la comunidad trans y exponer en las redes sociales a una adolescente transexual de 14 años, quien reclamaba el derecho a usar el baño de mujeres según su identidad de género, fue investigado por el Ministerio Público, acusado de transfobia y violación del Estatuto del Niño y del Adolescente.
El 8 de marzo de 2023, en ejercicio de su mandato como diputada federal, Ferreira pronunció un discurso ante la tribuna de la Cámara de Diputados con declaraciones transfóbicas y antifeministas. Además de satirizar a las mujeres trans usando peluca rubia y haciéndose llamar como «Nikole», dijo que "las mujeres están perdiendo su espacio frente a los hombres que se sienten mujeres". Debido a esta polémica, el presidente de la Cámara de Diputados, Arthur Lira, escribió una amonestación pública en las redes sociales afirmando que el pleno no es un espacio para discursos prejuiciosos. Por su parte, la diputada federal Erika Hilton, una mujer transexual, presentó una petición a favor de la destitución de Nikolas, que recolectó 150 mil firmas en el período de 24 horas. Tres noticias criminales fueron presentadas por organizaciones de la sociedad civil y un grupo de diputados federales ante el Supremo Tribunal Federal tras las declaraciones.